# Vezet
Vezet é uma ex-comuna francesa na região administrativa de Borgonha-Franco-Condado, no departamento de Alto Sona. Estendeu-se por uma área de 11,66 km². Em 2010 a comuna tinha 189 habitantes (densidade: 16,2 hab./km²).
Em 1 de janeiro de 2016 foi fundida com as comunas de Le Pont-de-Planchese Greucourt para a criação da nova comuna de Val-Revermont.